# Copera congolensis
Copera congolensis – gatunek ważki z rodziny pióronogowatych (Platycnemididae). Występuje w Afryce Subsaharyjskiej – od Nigerii przez Kamerun i Gabon do północnej Angoli i zachodniej Demokratycznej Republiki Konga.